# The Monster Show
Albums de Lordi
The Monsterican Dream
(2004) The Arockalypse
(2006)
The Monster Show est une compilation des deux premiers albums du groupe Lordi (Get Heavy et The Monsterican Dream), afin de faire connaitre Lordi dans toute l'Europe. Il en existe aussi une version contenant un DVD sur lequel figure les clips de Blood Red Sandman, Devil Is A Loser, et Would You Love A Monsterman?.

## Liste des titres
1. Threatical Trailer - 1:09
2. Bring It On (The Raging Hounds Return) - 4:35
3. Blood Red Sandman - 4:03
4. My Heaven Is Your Hell - 3:41
5. Would You Love A Monsterman? - 3:02
6. Devil Is A Loser - 3:31
7. Icon Of Dominance - 4:36
8. The Children Of The Night - 3:44
9. Shotgun Divorce - 4:42
10. Forsaken Fashion Dolls - 3:45
11. Wake The Snake - 3:46
12. Rock The Hell Outta You - 3:05

## Single sorti
1. Blood Red Sandman (promo version)